# 曽根田駅
曽根田駅（そねだえき）は、福島県福島市曽根田町にある福島交通飯坂線の駅である。

## 歴史

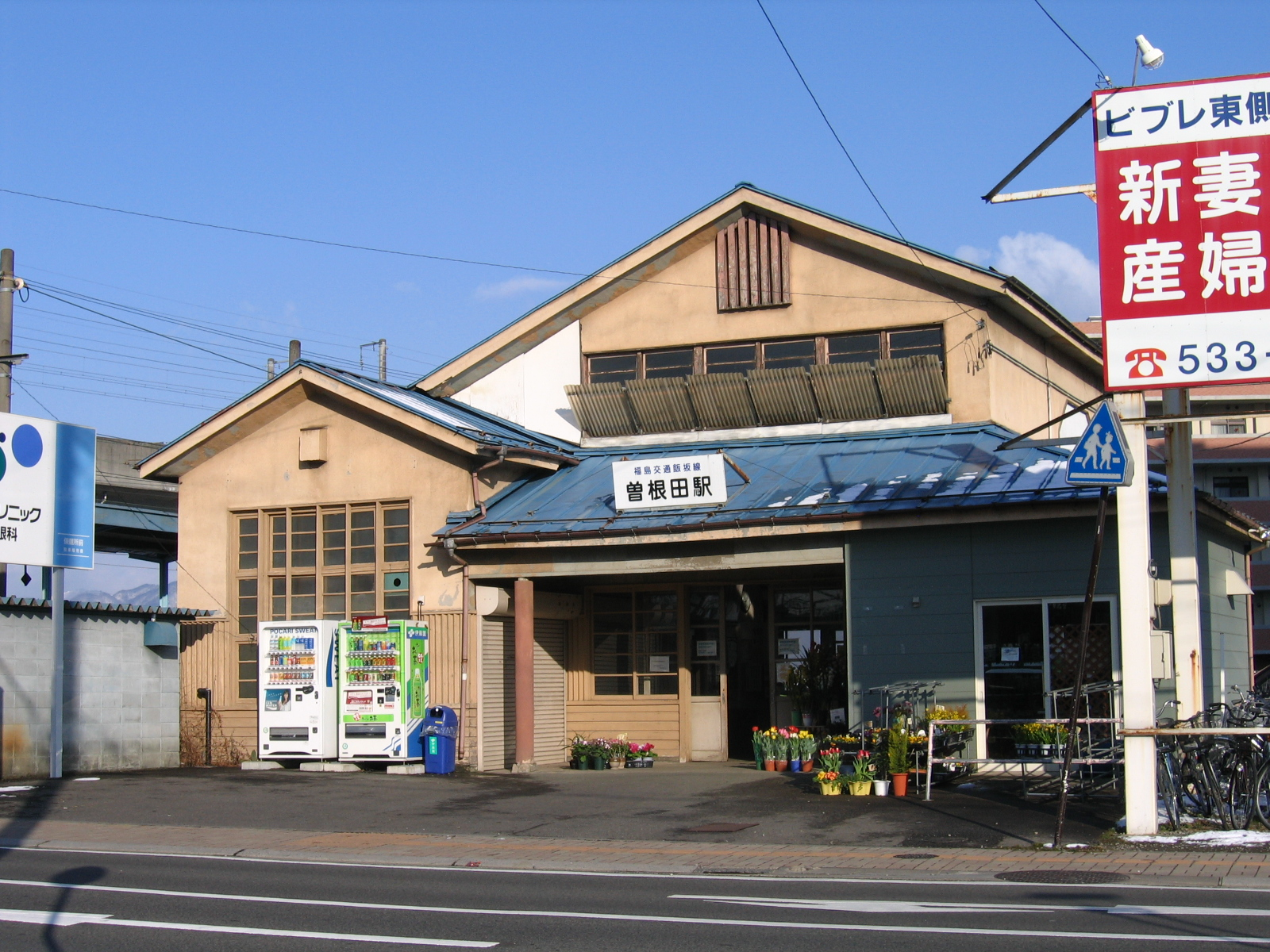
駅舎（改装前、2007年2月）

- 1924年（大正13年）4月13日：福島飯坂電気軌道が福島駅 - 飯坂駅（現在の花水坂駅）間を開業、（旧）曽根田駅が開業。
- 1942年（昭和17年）12月3日：福島電気鉄道曽根田駅（そねだえき）として新たに開業[1]。同時に、併用軌道だった福島駅 - 森合駅（現在の美術館図書館前駅）間を経路変更、旧線上にあった曽根田駅を廃止。
- 1943年（昭和18年）7月17日：電鉄福島駅（でんてつふくしまえき）に改称[1]。
- 1962年（昭和37年）9月5日：曽根田駅に改称[1]。
- 1975年（昭和50年）：構内北側にあった曽根田車庫を廃止、桜水駅に移転。
- 2010年（平成22年）11月25日：駅舎を改装。1991年（平成3年）ごろまで運行されていた5000系車両をイメージし、ベージュの壁と赤屋根の駅舎となった[2]。
- 2022年（令和4年）4月29日：駅舎を建築当時の姿を復元する形で改装[3]。駅舎側の線路に7000系デハ7101＋デハ7102編成を設置し、休憩所「お休み処ナナセン」として整備[3]。

## 駅構造
単式ホーム1面1線の地上駅。駅舎は高い天井を持つ平屋建てで、ホームと線路の東側にある。かつては島式ホーム1面2線の交換可能駅だったが、駅舎側の線路は後述の車両基地の移転に際して、飯坂温泉駅寄りはポイントとその部分のレールが撤去され、福島駅寄りにも車止めが設置されていて進入不可能となっている。構内の北側の線路沿いには車両基地があったが、1975年（昭和50年）に桜水駅へ移転した。
構内には窓口（平日の朝と夕方に営業）、自動券売機（1台）、NORUCA専用簡易改札機、トイレ、公衆電話、自動販売機（飲料）があり、朝と夕方に駅員が配置される。かつてのトイレは汲み取り式であった。
駅舎外観については、バリアフリー化と併せて窓サッシを建築当時の木枠に戻すなど改装工事が行われ、使用されなくなっていた駅舎側の線路に7000系デハ7101＋デハ7102編成を設置し休憩所（乗客及び、入場券で利用可能）とした「お休み処ナナセン」が整備され、2022年（令和4年）4月29日にオープンした。またJR福島駅東口の再開発事業に伴い、2022年（令和4年）4月29日に「伏見珈琲店」が駅舎内に開業することになった。この他、駅舎の北側にはイベントなどで活用できる「電車ひろば」も整備されている。

## 利用状況
2010年度の乗車人員は233人であった。近年の1日平均乗降・乗車人員は以下の通り。なお、当駅は福島大学附属小学校の最寄り駅となっているために、登下校時には笹谷方面の児童で混雑する。
| 年度   | 1日平均 乗車人員 | 1日平均 乗降人員 |
| ------ | ---------------- | ---------------- |
| 2010年 | 233              |                  |
| 2011年 |                  | 562              |
| 2012年 |                  | 646              |
| 2013年 |                  | 657              |
| 2014年 |                  | 781              |
| 2015年 |                  | 731              |
| 2016年 |                  | 732              |
| 2017年 |                  | 761              |
| 2018年 |                  | 810              |

## 駅周辺
当駅はJR東日本東北本線の東側に位置するため、福島から並走するJR東日本東北新幹線・東北本線と阿武隈急行の阿武隈急行線からホームが見える。ちなみに当駅付近が東北本線と奥羽本線との分岐点で、東北新幹線と奥羽本線とを結ぶ高架も見える。
- 曽根田ショッピングセンター（愛称・MAXふくしま）
  - ダイユーエイトMAX福島店・イオンシネマ福島など、複数のテナントが入居するショッピングセンター。旧さくら野百貨店福島店。
- 福島フォーラム
- 福島曾根田郵便局
- 福島市立福島第四小学校
- 福島市消防本部・福島消防署
- 福島市保健福祉センター
- 福島中央郵便局（ゆうちょ銀行福島店併設）
- 独立行政法人高齢・障害・求職者雇用支援機構福島支部福島職業能力開発促進センター（愛称：ポリテクセンター福島）
- 福島製作所
- ヨークタウン野田 - ショッピングモール
- 東日本旅客鉄道福島総合運輸区
- 福島県道3号福島飯坂線
- 福島県道310号庭坂福島線
- 国道13号
- 福島交通「曽根田」停留所 - 福島県道3号線沿い

## 更新・改装
福島交通が進めていた曽根田駅の建て替え事業の構想が2008年（平成20年）2月20日までに固まった。12階建ての高層ビルで、1階に駅舎やコンビニエンスストア、4階には医療モール、5階から12階にマンションを整備し、2009年度中に着工し、2010年度中の完成を予定していたが、福島交通本体の会社更生法申請（現在は同社は同法の適用下から外れた）や東日本大震災の影響を受け、計画は凍結された。
その後、何度か駅舎は改装されており、2022年（令和4年）には前述の通り、建築当時の姿を復元する形で改装されている。

## 隣の駅
福島交通
■飯坂線
福島駅 - 曽根田駅 - 美術館図書館前駅